# Han-Blau
Han-Blau oder Han-Blue ist der moderne Begriff für ein synthetisches blaues gemischtes Silikat von Kupfer und Barium, welches als Pigment seit der Zhou-Dynastie (1122/1045–770 v. Chr.) in China nachgewiesen wurde. Der ursprüngliche Name des Pigments ist nicht bekannt.

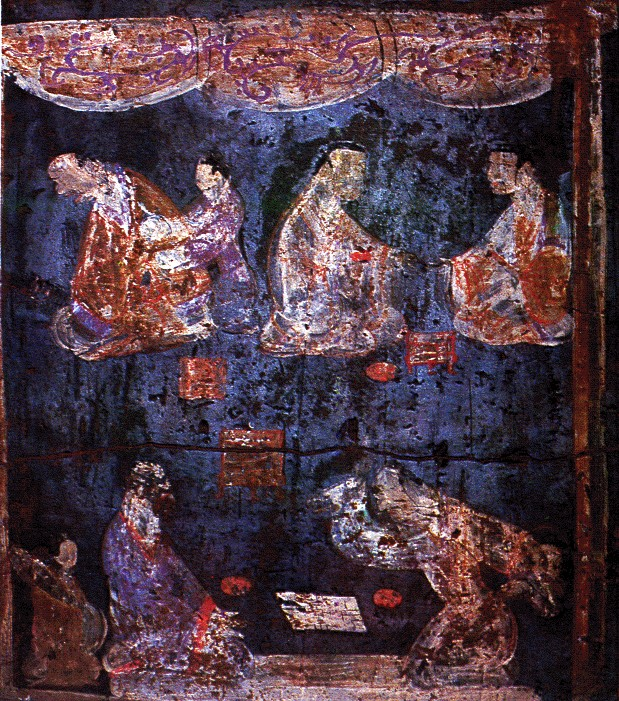
Wandmalerei in einem Grab in Zhucun 朱村, Provinz Henan; Bemalung mit Han Blue und Han Purple-Pigmenten, um 220 v. Chr.

## Geschichte
Han-Blau ist ein seit der Zhou-Dynastie (1122/1045–770 v. Chr.) in China nachgewiesenes synthetisches Pigment. Seinen Höhepunkt hatte Han-Blau in der Han-Dynastie (206 v. Chr.–220 n. Chr.), aus welcher die meisten datierten Objekte stammen. Dadurch erhielt das Pigment auch seinen modernen Namen Han-Blau. Verwendet wurde es vor allem zur Bemalung von Keramiken, Metallobjekten und Wandmalereien. Außerdem kam es in keramischen Techniken zur Herstellung von Glasuren und gegossenen Perlen vor. Nach dem Ende der Han-Dynastie konnte das ehemals beliebte Pigment nicht mehr nachgewiesen werden, was für ein plötzliches Verschwinden des Pigments spricht.
Da das Pigment nicht nur in der Han-Dynastie in China bekannt war, wird auch oft der Begriff Chinesisch-Blau verwendet. Dieser sollte jedoch vermieden werden, da auch andere Pigmente wie Berliner Blau als Chinesisch-Blau bezeichnet werden.

## Herstellung
Bei Han-Blau handelt es sich um ein blaues Bariumkupfersilikat, welches auch als natürliches Mineral Effenbergerit vorkommt. Dieses ist jedoch sehr selten und hat keine kulturhistorische Bedeutung. Bei dem als Pigment verwendeten Bariumkupfersilikat handelt es sich somit um ein synthetisches Pigment. Es wurde durch chemisches Experimentieren von chinesischen Alchemisten erfunden.
Zur Herstellung des Pigments existieren keine zeitgenössischen Quellen, sodass der genaue Herstellungsprozess nicht bekannt ist. Er ist auf alle Fälle sowohl schwierig als auch sehr aufwendig und erfordert technisches Wissen und Erfahrung.
Für die wahrscheinlichste Methode der Herstellung werden ein Bariummineral wie beispielsweise Schwerspat, ein Kupfermineral wie Malachit oder Azurit und quarzhaltiger Sand benötigt. Zudem enthält Han-Blau oft zusätzlich Blei, vermutlich als Flussmittel zur Senkung der Herstellungstemperatur. Diese Rohstoffe werden zerkleinert, gemischt und im Ofen bei gleichbleibender Temperatur erhitzt. Nach 10 bis 24 Stunden entsteht das Zwischenprodukt Han-Violett. Han-Blau hingegen benötigt die doppelte Zeit.
Das Han-Blau wurde anschließend vermutlich in achteckigen Pigmentstäben gehandelt, welche dann vor der Verwendung pulverisiert wurden.
Die Herstellung ist somit der Herstellung des Ägyptisch Blau sehr ähnlich. Eine verbreitete Theorie besagt daher, dass die Technik zur Herstellung des Ägyptisch Blau über die Seidenstraße nach China gelangte und dort zur Erfindung des Han-Blau führte. Dies ist jedoch unwahrscheinlich, da in China bisher kein Ägyptisch Blau nachgewiesen werden konnte. Zudem gelangte der Fernhandel über die Seidenstraße erst ab dem 2. Jahrhundert v. Chr. und damit weit nach der Erfindung von Han-Blau zu seinem Höhepunkt. Des Weiteren gäbe es keinen Grund, weshalb die Chinesen die günstigeren Bestandteile des Ägyptisch Blau durch die teureren von Han-Blau ersetzt haben sollten.
Heutzutage wird Han-Blau durch Sintern einer Mischung aus Bariumcarbonat, Kupferoxid und Siliciumdioxid bei 1000 °C hergestellt. Die Reaktion dauert eine Woche lang, so lange muss die Mischung erhitzt werden. Es entsteht bei dieser Reaktion sowohl Han-Blau wie auch Han-Violett. Um reines Han-Blau zu gewinnen, wird deshalb mit einem Kupferüberschuss gearbeitet, und das Produkt mit heißer Salzsäure umgesetzt, welche sowohl das übrige Kupfer wie auch noch entstehendes Han-Violett entfernt.

## Zusammensetzung und Struktur
Bei Han-Blau handelt es sich um ein synthetisches Bariumkupfersilikat mit der Formel BaCuSi4O10. Es sind drei weitere stabile Phasen des Bariumkupfersilikats bekannt: das Han-Violett sowie zwei weitere unbenannte Phasen.
Mikroskopisch handelt es sich bei dem antiken Pigment um tetragonale Plättchen oder meistens deren Bruchstücke neben buckligen, glasfritteähnlichen Partikeln. Somit ist es auch von der Zusammensetzung dem Ägyptisch Blau sehr ähnlich.
Moderne Produkte unterscheiden sich in Partikelgröße und -form von dem antiken Pigment.